# Rosopaella felicta
Rosopaella felicta är en insektsart som beskrevs av Webb 1983. Rosopaella felicta ingår i släktet Rosopaella och familjen dvärgstritar. Inga underarter finns listade i Catalogue of Life.